# Frank Winfield Woolworth
Frank Winfield Woolworth, anche noto come Frank W. Woolworth o F. W. Woolworth (Rodman, 13 aprile 1852 – Glen Cove, 8 aprile 1919), è stato un imprenditore statunitense, fondatore della F. W. Woolworth Company e l'operatore di negozi di varietà noti come "Five-and-Dimes" (negozi da 5 e 10 centesimi) o dimestores, che presentavano una selezione di articoli a basso prezzo.
Ha aperto la strada alle pratiche ormai comuni di acquistare la merce direttamente dai produttori e di fissare i prezzi di vendita sugli articoli, piuttosto che contrattare. È stato anche il primo a utilizzare le vetrine self-service, in modo che i clienti potessero esaminare ciò che desideravano acquistare senza l'aiuto di un addetto alle vendite..

## Biografia

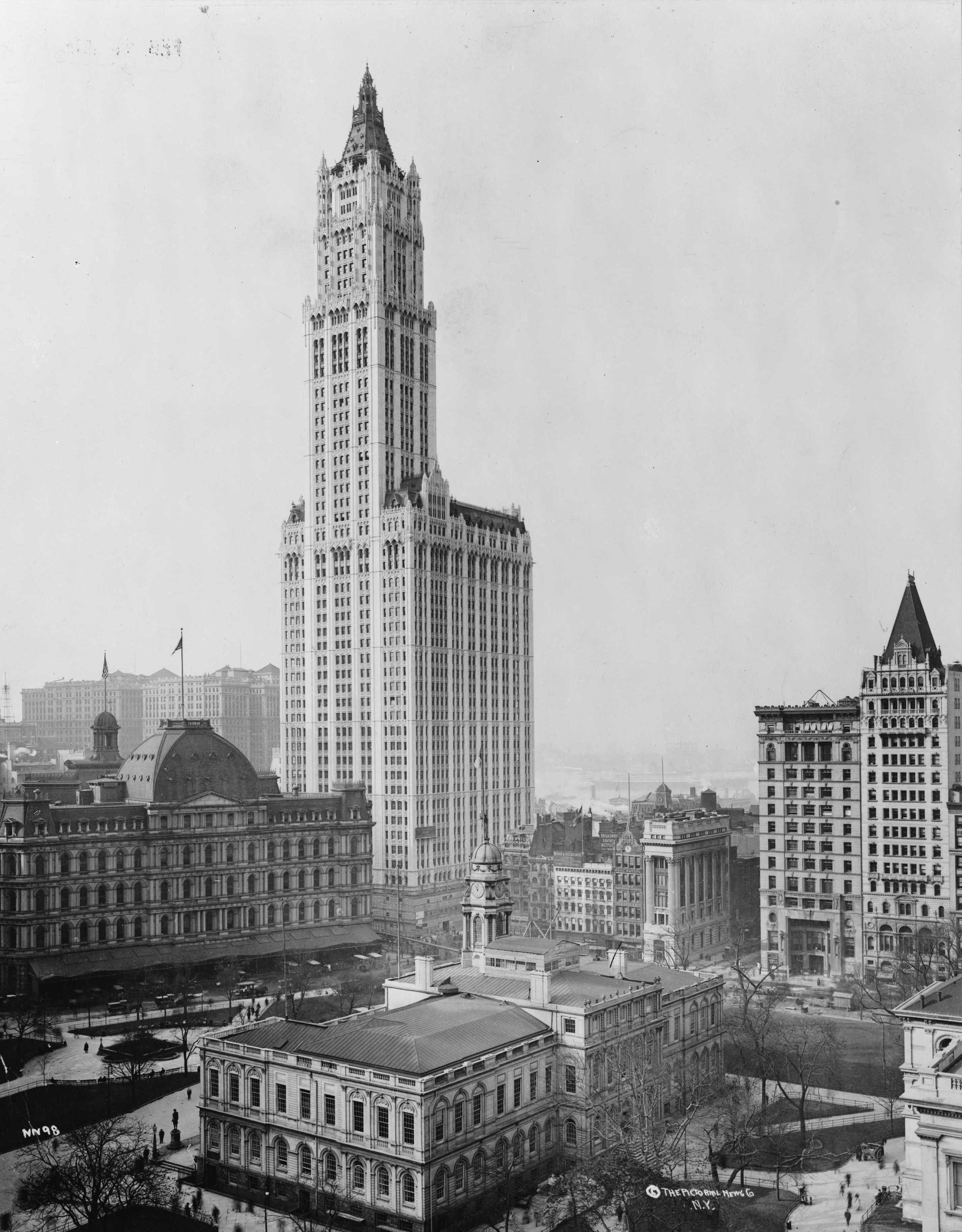
Il Woolworth Building fatto costruire come sede aziendale nel 1913

Frank Woolworth nacque a Rodman, New York, da John Hubbell Woolworth (1821–1907) e Fanny Woolworth (nata McBrier; 1832–1878), ed ebbe un fratello, l'imprenditore Charles Sumner Woolworth (1856–1947). I suoi genitori, John e Fanny Woolworth, erano devoti metodisti e solidali con i nordisti durante la guerra civile – e allevarono i loro due figli maschi, Frank Winfield e Charles Sumner, di conseguenza.

### Educazione
All'età di quattro anni, disse ai suoi genitori che un giorno sarebbe diventato uno degli ambulanti che a volte venivano chiamati; lui e Charles would play "store"; Frank avrebbe disposto la merce da vendere a suo fratello. Come era comune a quel tempo, Woolworth finì la sua scuola all'età di sedici anni, ma con solo la conoscenze di base e nessuna esperienza era inadatto a iniziare a lavorare in un negozio legittimo. Imperterrito, fece domanda in molti negozi della zona, ricevendo ogni volta un clamoroso "No." Woolworth frequentò un college aziendale per due trimestri a Watertown, New York, dopo aver ricevuto un prestito da sua madre.

## Vita personale
L'11 giugno 1876, Woolworth sposò Jennie Creighton (1853–1924). Insieme ebbero tre figlie femmine:
- Helena Maud Woolworth McCann (1878–1938)
- Jessie May Woolworth Donahue (1886–1971), madre di James Paul Donahue Jr..
- Edna Woolworth (1883–1917), che si suicidò. Fu la madre di Barbara Hutton.[6]

La nipote di Woolworth, Barbara Hutton avrebbe guadagnato molta pubblicità per il suo stile di vita, sperperando oltre 50 milioni di dollari. Probabilmente Hutton chiamò la sua villa londinese, nel Regno Unito, in onore della tenuta di Long Island di suo nonno.

### Tenuta di Long Island
Woolworth costruì Winfield Hall a Glen Cove, a Long Island, nel 1916. Nel 1978, la Woolworth Estate diventò la casa di Monica Randall, una scrittrice e fotografa. Ha scritto un libro delle sue esperienze lì intitolato Winfield: Living in the Shadow of the Woolworths. Altri residenti degni di nota di Winfield furono la famiglia Reynolds della R. J. Reynolds Tobacco Company e Reynolds Aluminum. La magione è stata elencata alla National Register of Historic Places nel 1979.

### Morte

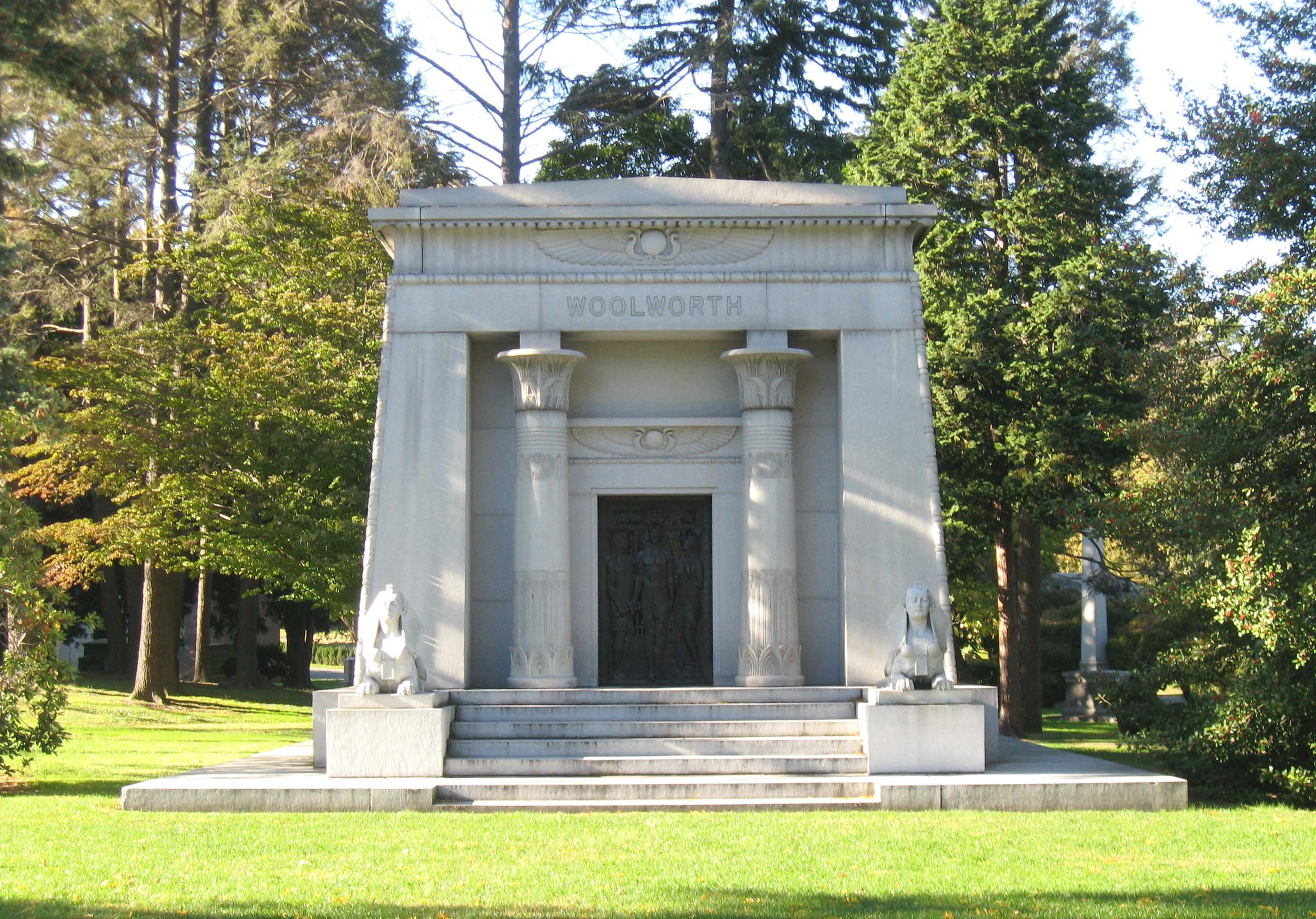
La tomba di Woolworth nel Woodlawn Cemetery, Bronx

Woolworth morì l'8 aprile 1919, cinque giorni prima del suo 67º compleanno. Al momento della sua morte aveva un valore di circa 76,5 milioni di dollari o l'equivalente di 1/1214 ° del prodotto nazionale lordo degli Stati Uniti. La sua azienda possedeva più di 1.000 negozi negli Stati Uniti e in altri paesi ed era una società da 65 milioni di dollari (804.328.215 dollari nel 2009). Morì senza aver firmato la sua ultima volontà, così la sua moglie mentalmente handicappata ricevette l'intera proprietà sotto la disposizione del suo vecchio 1889.
Woolworth è sepolto nel Woodlawn Cemetery nel The Bronx, New York City.